# セメナウィ・ケイバハリ地方

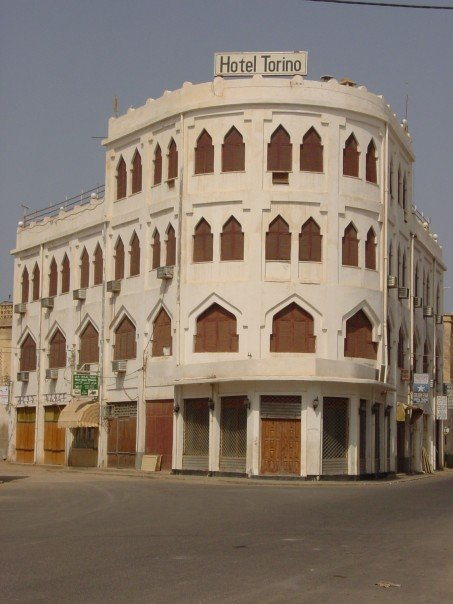
マッサワ市内に残るオスマン時代の建造物、現ホテル・トリノ

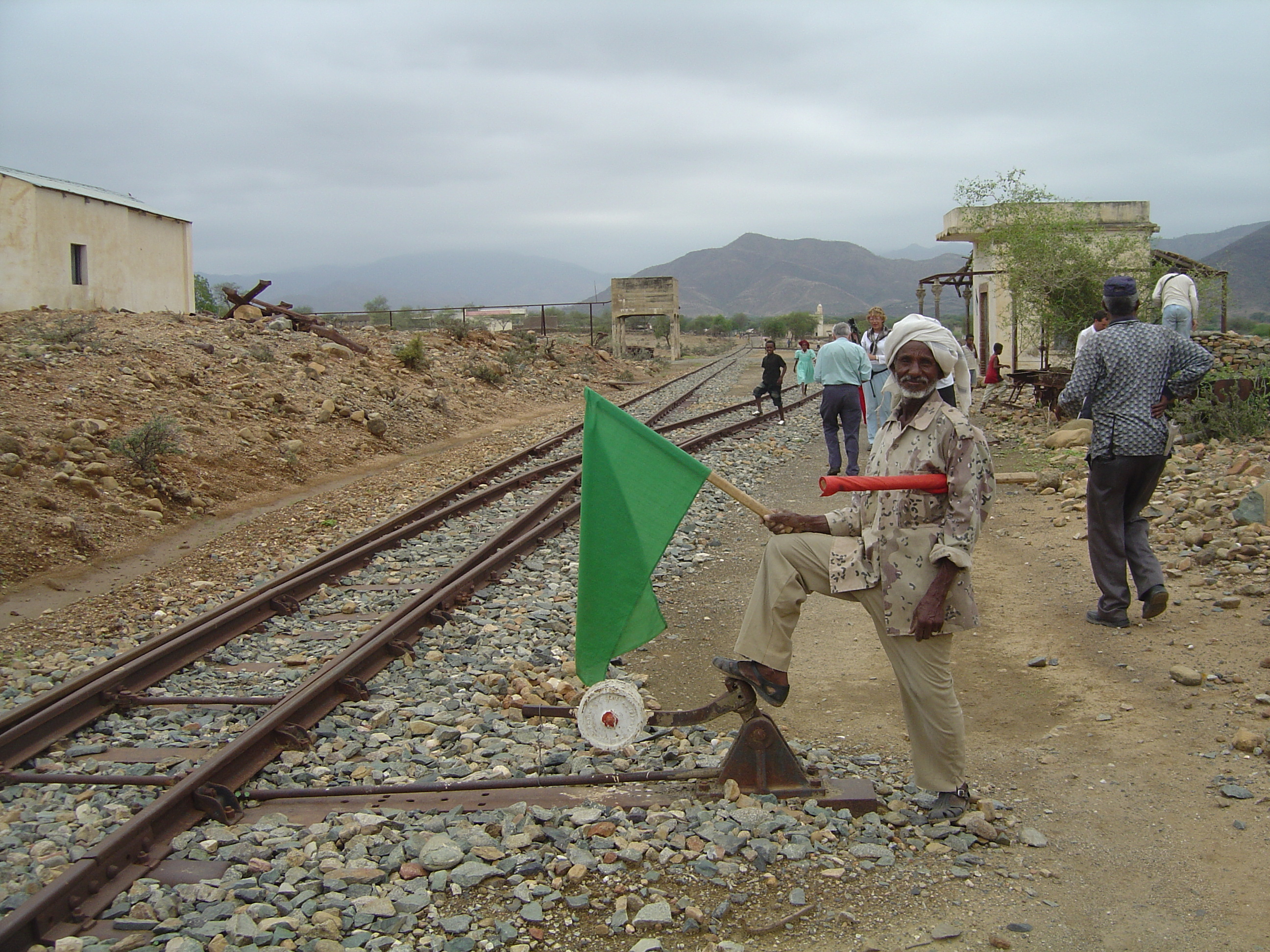
マッサワ近郊のダルナス駅

セメナウィ・ケイバハリ地方（英語: Region of Northern Red Sea、ティグリニャ語: ዞባ ሰሜናዊ ቀይሕ ባሕሪ〔Zoba Semienawi Keyih Bahri〕）はエリトリアの行政区画。

## 概要
セメナウィ・ケイバハリ地方は、エリトリアの行政区画。英訳名は Region of Northern Red Sea（北紅海州）。州都は紅海沿岸部の港町マッサワ。大半がダフラク諸島、マッサワを含む紅海沿岸の土地で、アンセバ地方、マアカル地方、デブブ地方と西側に州境を接し、デブバウィ・ケイバハリ地方（南紅海州）と東側で州境を接している。また、北側にスーダン、南側にエチオピアとの国境を有している。面積は27,800平方キロメートル。行政官はオスマン・モハメッド・オマル（2007年現在）。

## 隣接行政区画
- デブバウィ・ケイバハリ地方
- アファール州
- ティグレ州
- デブブ地方
- マアカル地方
- アンセバ地方
- 紅海州

## セメナウィ・ケイバハリ地方の下部行政区画
- アファベト地区（英語版） (Afabet) - 行政府所在地：アファベト
- ダフラク地区（英語版） (Dahlak) - 行政府所在地：ダフラク・ケビル
- ゲレーロ地区 (Ghelalo) - 行政府所在地：ゲレーロ
- フォロ地区（英語版） (Foro) - 行政府所在地：フォロ
- ギンダ地区（英語版） (Ghinda) - 行政府所在地：ギンダ
- カロラ地区（英語版） (Karora) - 行政府所在地：カロラ（フランス語版）
- マッサワ地区（英語版） (Massawa) - 行政府所在地：マッサワ
- ナクファ地区（フランス語版） (Nakfa) - 行政府所在地：ナクファ
- シェエブ地区（英語版） (She'eb) - 行政府所在地：シェエブ（英語版）